# Notti meravigliose
Notti Meravigliose è un singolo del cantautore italiano Carlo Zannetti, pubblicato il 20 maggio 2017.

## Descrizione
Il disco è stato pubblicato dall'etichetta discografica EmuBands.
In seguito è stato adottato come sigla musicale di apertura dell'omonimo programma culturale condotto da Stefania Romito in onda sull'emittente televisiva lombarda Telesettelaghi.

## Tracce
1. Notti meravigliose – 4:44 (Carlo Zannetti)